# Айви Майк
Айви Майк (на английски: Ivy Mike) е името на първия експеримент в историята на термоядрените съоръжения, проведен на 1 ноември 1952 г. Експериментът е проведен от Съединените щати на атол Enewetak Atoll, Маршаловите острови в центъра на Тихия океан. Експериментът е успешен и интензивността на експлозията е еквивалентна на експлозия от 10,4 мегатона TNT.